# Cmentarz żydowski w Chyrowie
Cmentarz żydowski w Chyrowie – został założony w XVIII wieku. Na cmentarzu nie zachowały się nagrobki, a jego teren jest otoczony resztkami muru. Cmentarz jest położony w zachodniej części miejscowości.